# Athysanella rotunda
Athysanella rotunda är en insektsart som beskrevs av Johnson. Athysanella rotunda ingår i släktet Athysanella och familjen dvärgstritar. Inga underarter finns listade i Catalogue of Life.